# Mercedes-Benz Vario
Mercedes-Benz Vario — семейство среднетоннажных грузовых автомобилей компании Mercedes-Benz. Серийное производство автомобилей длилось с 1996 по 2013 год.

## История
Vario был выпущен в 1996 году как рестайлинговая версия Mercedes-Benz T2.
Кузов оставался относительно неизменным на протяжении всего своего 17-летнего производственного срока службы. Vario оказался популярным базовым шасси для микроавтобусов. Когда новые правила требовали доступа инвалидов, была выпущена модель с пандусом для инвалидных колясок.
Vario был оснащен несколькими типами двигателей Mercedes-Benz. До 2000 года автомобили использовали 5-цилиндровый OM602LA (2874 см3) и 4-цилиндровый OM904LA (4250 см3), а также дизельный двигатель с турбонаддувом и промежуточным охлаждением. С сентября 2000 года модели Vario 618D/818D оснащались 4,2-литровым турбодизельным двигателем с интеркулером, непосредственным впрыском мощностью 136 или 150 л. с. и крутящим моментом 520 или 580 Н*м. Самым мощным был двигатель мощностью 177 л. с. и с крутящим моментом 675 Н*м.
С введением стандартов выбросов Евро-4 Vario стал оснащаться двигателем OM904LA серии BlueTec4 с турбонаддувом и промежуточным охлаждением объёмом 4250 см3 и мощностью 129, 156 или 177 л. с.
Были доступны два типа коробок передач: 5-ступенчатая механическая и 4-ступенчатая автоматическая Allison AT 545. Максимальная полезная нагрузка составляла 4,4 тонны при грузовом объёме 17,4 кубометра. Также была доступна модель с приводом 4х4. Все модели имели подвеску на параболических листовых рессорах, вентилируемые дисковые тормоза и гидроусилитель рулевого управления.
27 сентября 2013 года последний Vario сошёл с конвейера в Людвигсфельде. В период с 1996 по 2013 год было произведено 90 743 единицы продукции. На смену Vario в модельном ряду Daimler Trucks пришли более тяжёлые версии Mercedes-Benz Atego и более лёгкие версии Mercedes-Benz Sprinter.

## Галерея

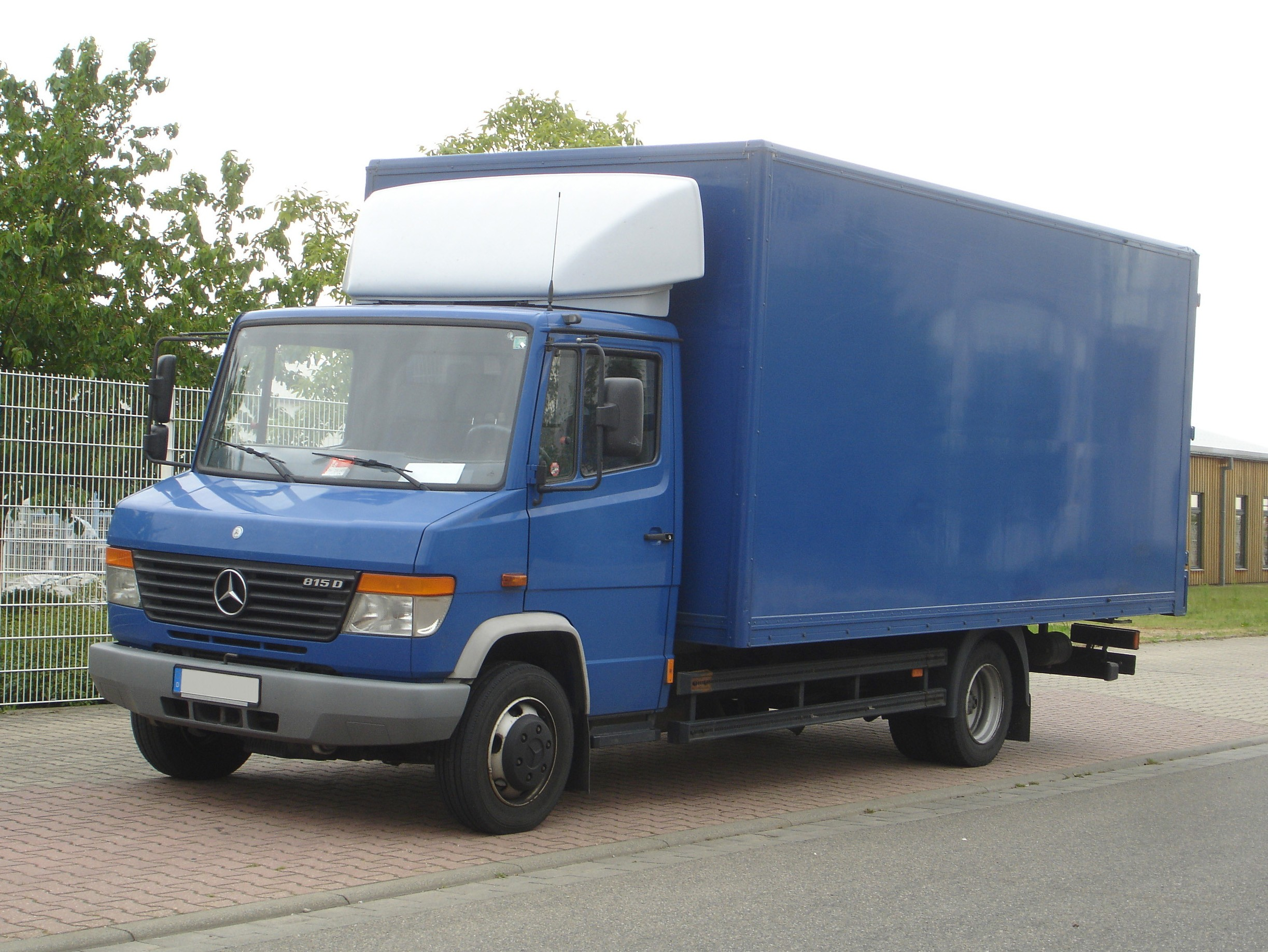
Mercedes-Benz Vario 815D
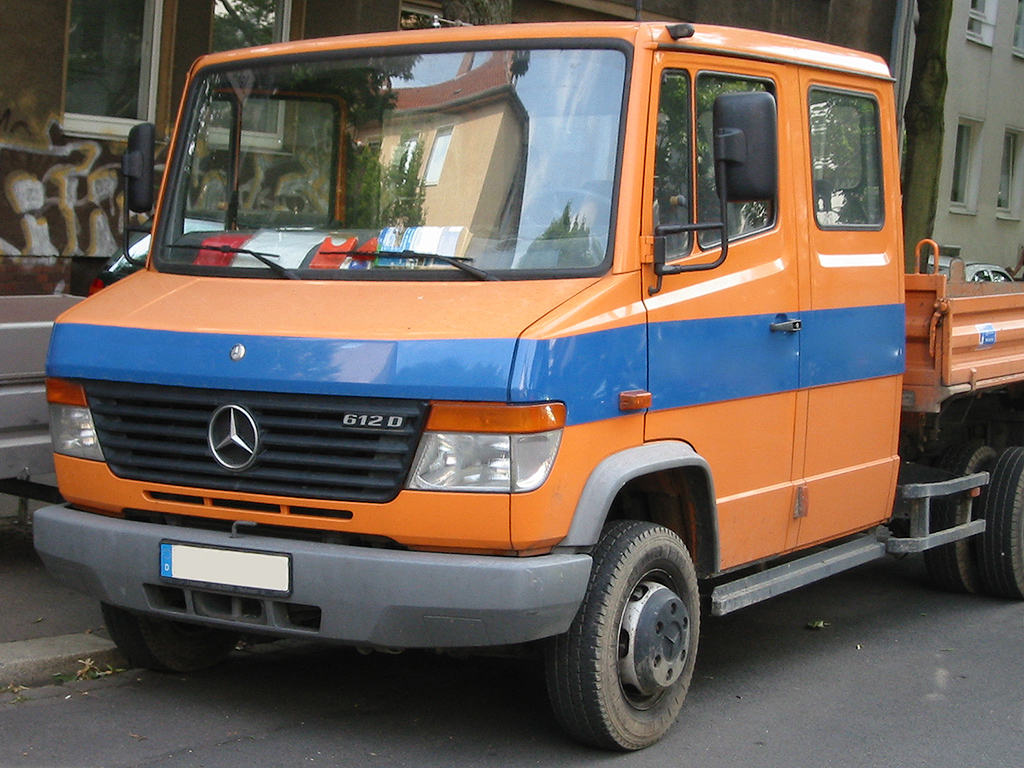
Mercedes-Benz Vario 612D с двойной кабиной
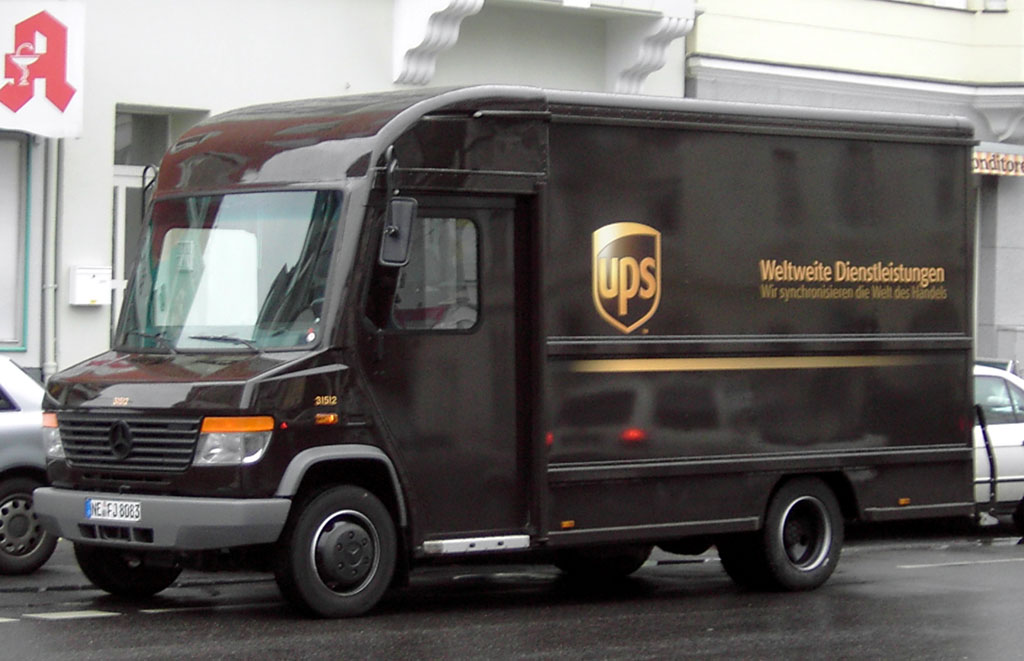
Переработанный фургон
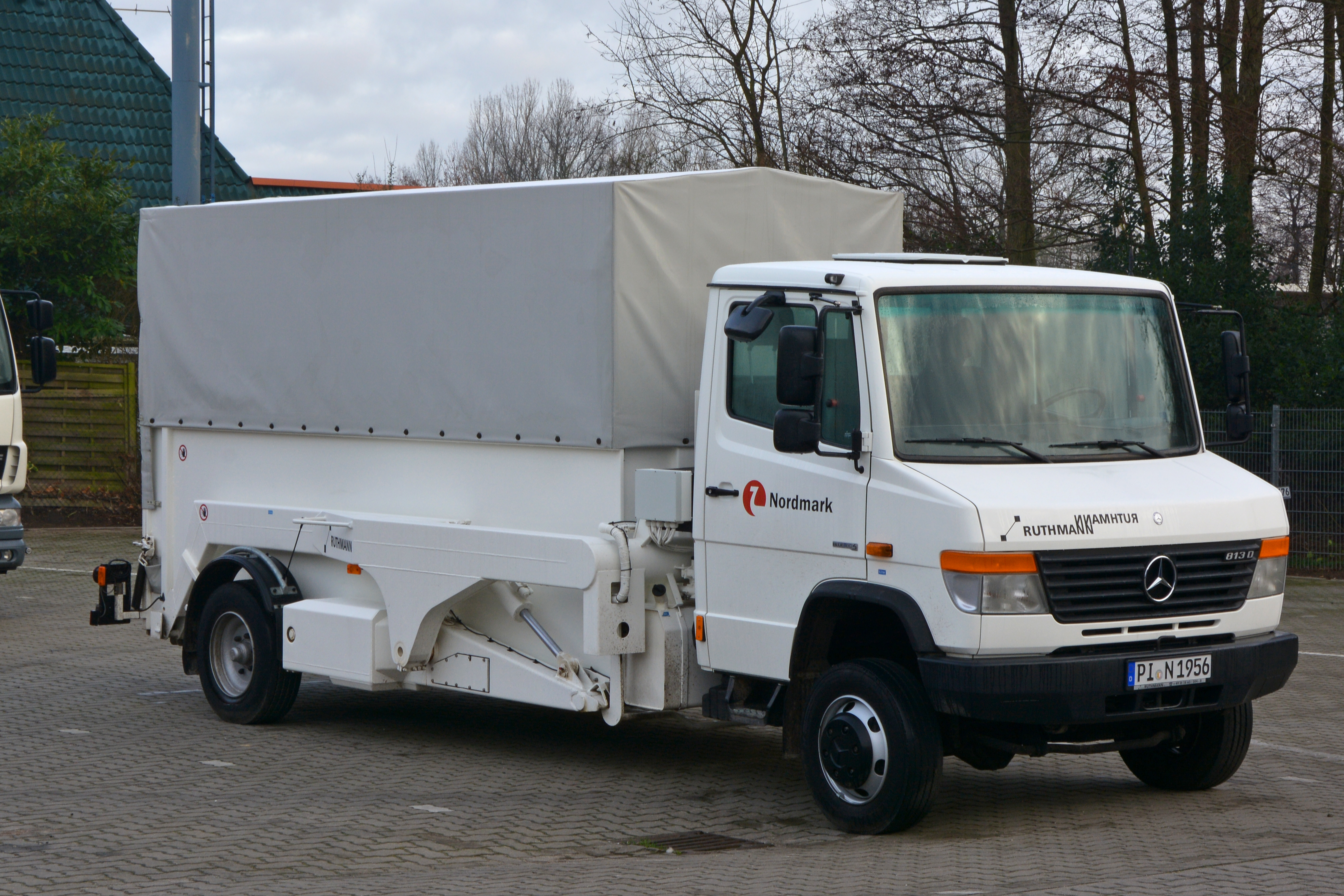
Mercedes-Benz Vario 813D с платформой Ruthmann
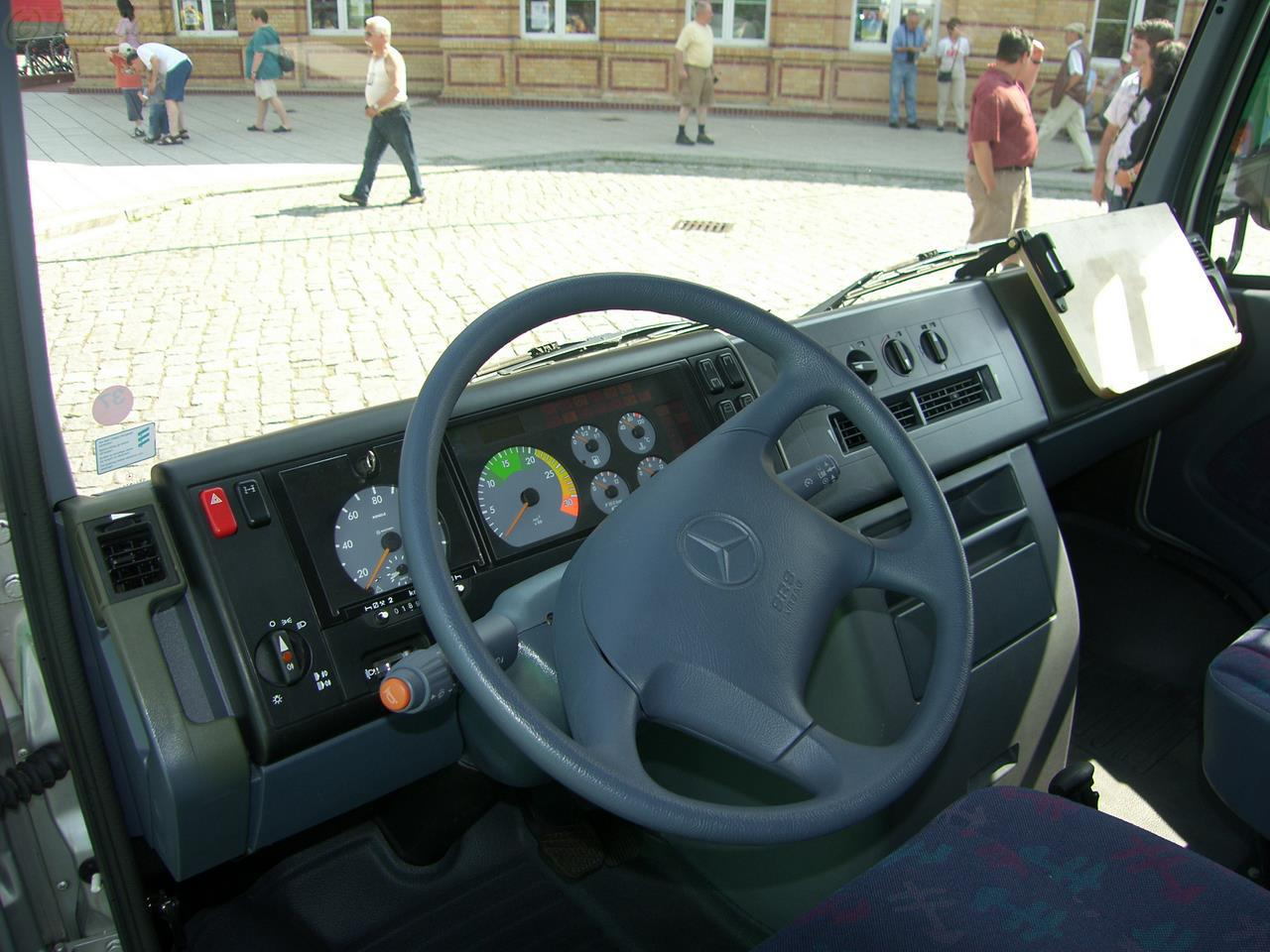
Кабина водителя

## Модификации
| Модель                 | Двигатель    | Количество цилиндров | ЭКО-стандарт | Годы производства    |
| ---------------------- | ------------ | -------------------- | ------------ | -------------------- |
| 512D, 612D, 812D       | OM 602 DE LA | 5                    | Евро-1       | 1996—2001            |
| 810DT                  | OM 904 LA    | 4                    | Евро-2       | 1996—2001            |
| 613D, 813D 813DA (4×4) | OM 904 LA    | 4                    | Евро-4/5     | 2006—2013            |
| 614D, 814D 814DA (4×4) | OM 904 LA    | 4                    | Евро-2/3     | 1996—2006            |
| 615D, 815D 815DA (4x4) | OM 904 LA    | 4                    | Евро-2/3     | 1998—2001, 2001—2006 |
| 616D, 816D 816DA (4x4) | OM 904 LA    | 4                    | Евро-4/5     | 2009—2013            |
| 618D, 818D 818DA (4x4) | OM 904 LA    | 4                    | Евро-3/4/5   | 2003—2013            |